# Технически прогрес
Техническият прогрес се изразява в изобретяването на нови машини, въвеждането на нови технологии, способи и продукти. Техническият прогрес води до това, че даден обем продукция може да се произведе с по-малко вложен труд и капитал, или с даден труд и капитал може да се изработи повече продукция. Като резултат от него се подобряват съществуващи продукти и се създават нови. ТП води и до повишаването на стандарта на живота.

## История
В началните моменти от човешката история развитието на техническия прогрес е било бавно, въпреки че в рамките на големи периоди от време са ставали значителни промени (напр. неолитната революция). Големи промени са настъпили по времето на индустриалната революция и дигиталната революция. Наред с периодите на прогрес е имало и такива на регрес (упадък, свиване). Класически пример е залеза на античната култура и следващото го средновековие. Въпреки това в отделни области (напр. разпространението на вятърните мелници) прогреса е продължавал дори и през средновековието.
Техническият прогрес може да бъде еволюционен или революционен. Трите главни форми на прогреса са:
- Автоматизация
- Рационализация
- Синергия / Икономия от мащаба

Той се изразява не само в нарастване на производителността на труда, но и в качествени изменения, нововъведения, иновации на продукцията.
Според изследвания около 40 до 60% от икономическия растеж се дължи на техническия прогрес.

## Техническия прогрес и безработицата
Често се спори за това дали ТП създава работа/работни места, или обратно води до безработица, като за обяснението на ефектите от ТП има различни теории:

### Теория на освобождаване
Техническият прогрес увеличава производителността -> потреблението на продукта нараства -> необходими са по-малко работници -> безработицата расте
Пример: Десет души произвеждат ръчно игли и задоволяват нуждите на цялата шивашка индустрия. Изобретател въвежда машина за производство на игли, която дава многократно по-висока продукция от десетте работници. За нейното обслужване е нужен само един работник. Тъй като потребението не нараства непременно, това води до уволнение на работници произвеждащи игли.

### Теория на компенсациите
Произведената продукция нараства, но едновременно се понижава цената и. Това води до повишение на реалните доходи (обществото харчи по-малко пари за игли, със спестените пари се закупуват други продукти)
Пример: В горния случай с иглите, цената им пада значително, което води до повишено търсене на игли, не само от шивашката индустрия, но и от частни лица. Освен това, поради по-ниската цена разходите на шивачите за игли са по-ниски, с останалите пари може да се закупят повече платове, конци и др. (Това от своя страна води до назначаване на работници в други индустрии, което компенсира уволняването на работниците произвеждащи игли)

#### Примери от времето на индустриалната революция
Изобретяването на тъкачния стан задвижван от пара породило в началото страхове, че може да се стигне до масова безработица (както и в действителност се случило, поне за известен период от време). Затова се стигнало до атаки над тъкачни фабрики и разрушаване на тъкачни станове. В крайна сметка, благодарение на механизираните тъкачни станове производителността на един работник се увеличила многократно, а цената на платовете спаднала значително. По този начин те се превърнали от луксозна стока в стока за масова употреба.
Преди изобретяването на шевната машина, ръчното ушиване на риза отнемало около 14 часа а ушиването на летен панталон около 3 часа. Повечето хора имали само два чифта дрехи: работни и неделни. А домакините били заети средно по няколко дена в месеца с ушиването на дрехи. Домашната шевна машина намалила това време до час и петнадесет минути за риза и около 38 минути за панталон, това довело до повече свободно време за домакините. Навлизането на (индустриални) шевни машини намалило още повече това време, при което цената на дрехите паднала значително.
Разпростанението на шевните машини (домашни и индустриални) имало в началото положителни и отрицателни ефекти върху работещите. В дългосрочен план отрицателните ефекти били редуцирани значително. (+) Разкриването на шивашки фабрики открило нови работни места за (бившите) домакини. Така средния доход на семейство се увеличил и то можело да си позволи да има повече дрехи от преди. (-) Увеличението на продуктивността и навлизането на индустриални шевни машини намалило броя на заетите и довело до безработица, тъй като по-малко заети произвеждали същата продукция. (+) В дългосрочен план обаче се открили доста повече работни места от растящата шивашка индустрия (тъй като повече хора можели да си позволят дрехи). (+) Развитието на шивашката индустрия повлияло и други отрасли. Така например нараснало значително търсенето на памук, нужно било засяването на нови плантации. Машиностроенето давало повече части за машини и транспортни средства (например кораби за транспорта на памук от индия). Шевните машини, освен за дрехи, започнали да се използват и за направата на тапицирани мебели, завеси, (ушити) играчки, книги и мн. други.
|  | Тази страница частично или изцяло представлява превод на страницата Technischer Fortschritt в Уикипедия на немски. Оригиналният текст, както и този превод, са защитени от Лиценза „Криейтив Комънс – Признание – Споделяне на споделеното“, а за съдържание, създадено преди юни 2009 година – от Лиценза за свободна документация на ГНУ. Прегледайте историята на редакциите на оригиналната страница, както и на преводната страница, за да видите списъка на съавторите. ВАЖНО: Този шаблон се отнася единствено до авторските права върху съдържанието на статията. Добавянето му не отменя изискването да се посочват конкретни източници на твърденията, които да бъдат благонадеждни. |